# L'ultimo dei perfetti
 L'ultimo dei perfetti (Der Letzte seiner Art) è un romanzo di fantascienza dello scrittore tedesco Andreas Eschbach, pubblicato nel 2003.
Il romanzo narra la storia di un ex soldato, reduce di un progetto segreto statunitense, volto a creare un esercito di cyborg invincibili grazie ad impianti cibernetici di potenziamento. Tuttavia, a causa del fallimento del progetto, i soldati non sono mai stati impiegati e sono stati messi a riposo anticipatamente. I reduci trascorrono le giornate come invalidi pensionati fino a quando i servizi segreti statunitensi, a causa di una fuga di notizie, decidono di eliminare i cyborg, scomodi testimoni dell'insuccesso del programma.

## Storia editoriale
L'opera è stata pubblicata nel 2003; l'anno successivo ha vinto il Premio Kurd Laßwitz e il Deutscher Science Fiction Preis.
L'opera è stata pubblicata in Italia nel 2006.

## Trama
(Andreas Eschbach, L'ultimo dei perfetti)
Duane Fitzgerald nato a Boston nel 1969, da dieci anni trascorre la sua pensione nella tranquilla cittadina irlandese di Dingle, nella contea di Kerry. Duane passa le sue giornate passeggiando nel paese, camminando in riva al mare, visitando la locale biblioteca e l'ufficio postale, dove ritira regolarmente misteriosi pacchi. Dietro un'apparenza innocua, Duane nasconde un grande segreto: è un ex soldato dell'esercito statunitense, cavia negli anni 1990 del progetto segreto chiamato Steel Man. Dopo complessi interventi chirurgici, Duane è diventato un cyborg, dotato di attrezzature sofisticate impiantategli nel corpo che gli consentono di aumentare di dieci volte la sua forza muscolare e la velocità, azionare delle pompe interne per inocularsi sedativi, medicinali ed eccitanti, attivare valvole innestate nel sistema circolatorio per regolare i battiti cardiaci. Inoltre è dotato di un occhio artificiale asservito a un sistema di puntamento laser. Tuttavia, a causa del fallimento del progetto, non è mai entrato in azione e il suo gruppo di soldati sovrumani è stato sciolto.
Una mattina, al risveglio, si ritrova parzialmente paralizzato a causa di un guasto agli impianti interni e deve ricorrere ai servizi del medico locale, il dottor O'Shea, l'unico abitante del paese a conoscenza del suo segreto. Il medico, su suggerimento di Duane, rimuove un piccolo apparecchio elettronico che sembra essere stato la causa del guasto. Il dottore, inoltre, avverte Duane che uno sconosciuto lo sta cercando in tutto il villaggio. Duane, che ha tenuto nascosto a tutti il suo indirizzo, è perplesso. Nonostante la procedura gli imponga di avvisare i servizi segreti statunitensi, non allerta la sua catena di comando, temendo di essere rimpatriato e di vedersi privare della libertà di cui gode a Dingle. Duane si reca quindi all'ufficio postale per recuperare il pacco che gli viene spedito ogni quattro giorni da dieci anni e che incuriosisce molto il postino, Billy Trant. In realtà il pacco contiene dei barattoli pieni di una disgustosa sostanza, l'unico alimento che il sistema digestivo del cyborg può digerire. Continuando la sua passeggiata, Duane passa davanti al Brennan Hotel dove lavora la bella Bridget Keane, la donna che ama in segreto. Preoccupato dal fatto che uno sconosciuto lo stia cercando, Duane infrange nuovamente i regolamenti telefonando a Gabriel Whitewater, un ex compagno del gruppo di cyborg vive negli Stati Uniti. Duane, viene rassicurato da Gabriel che nulla di strano sta succedendo a lui. Rintracciato dallo sconosciuto, Duane accetta di incontrarlo al Brennan Hotel; l'uomo si chiama Harold Itsumi ed è un avvocato statunitense di origine giapponese. Itsumi è in possesso di un dossier segreto del progetto Steel Man che spiega come gli scienziati sapessero che il progetto di creare cyborg fosse destinato a fallire. L'avvocato si offre di intentare una causa per risarcimento contro gli Stati Uniti. Tuttavia, mentre Itsumi è salito nella sua stanza per recuperare il dossier da mostrare a Duane, viene raggiunto da un killer che lo uccide. Duane, udito lo sparo, attiva inconsciamente i suoi impianti cibernetici e si precipita nella stanza dell'avvocato, trovandolo morto. A nulla vale il pur tempestivo intervento di Duane per catturare l'assassino, riuscendo solo a ferirlo. Ferito, a sua volta durante l'azione, Duane si reca nuovamente dal dottor O'Shea per essere medicato.
Pochi giorni dopo, un software collegato al suo occhio cibernetico, avvisa Duane di molti estranei sospetti che si aggirano nella cittadina di Dingle e che lo stanno sorvegliando; altra anomalia è il mancato arrivo dei pacchi contenenti il cibo speciale, sino ad allora giunti regolarmente da dieci anni. L'uomo è preoccupato e telefona al suo ufficiale di collegamento e responsabile del progetto Steel Man, il tenente colonnello Reilly, che promette di raggiungerlo quanto prima in Irlanda. Subito dopo gli eventi precipitano: Bridget Keane scompare misteriosamente, mentre O'Shea viene trovato morto nel suo studio. Tutte le cartelle cliniche relative a Duane sono state sottratte dallo studio del dottore. Duane tenta di rintracciare Bridget Keane ed entra in contatto con suo fratello, Finnan MacDonogh, un musicista ma ex affiliato all'IRA. Durante un appuntamento segreto in un ex covo dell'IRA, Duane incontra Bridget Keane che gli mostra copia del dossier che l'avvocato aveva messo al sicuro nella cassaforte dell'hotel. La donna, intuendo di essere in possesso di documenti pericolosi e segreti, era fuggita nascondendosi. Duane, dalla lettura dei documenti, scopre che tutti i membri della sua famiglia erano stati uccisi dai servizi segreti statunitensi; lo stesso era successo ai parenti di altri soldati volontari del progetto poiché uno dei requisiti per essere accettati quali cavie al progetto, oltre a caratteristiche fisiche eccezionali, era non avere legami familiari. I tre si rendono conto che l'avvocato è stato assassinato dai servizi segreti statunitensi e che ora anche loro sono in grave pericolo. Finnan, tuttavia, ha un piano per esfiltrare Duane da Dingle, per denunciare il piano all'opinione pubblica e far fallire così i piani omicidi dei servizi segreti statunitensi.
Duane torna a casa eludendo la sorveglianza e ricorda con commozione tutti i suoi compagni, quelli morti a seguito delle operazioni, quelli morti per non aver sopportato le cure post-operatorie, e quelli morti per un guasto degli impianti. Duane è sempre più debole, non ricevendo più via posta il nutrimento speciale, e ben presto i suoi conti e le sue carte di credito vengono bloccati. Duane sente che la sua fine è vicina e cerca di capire cosa gli stia succedendo. Quando il tenente colonnello Reilly arriva finalmente a Dingle, Duane intuisce che tutti i suoi compagni sono stati assassinati e che lui rappresenta l'ultimo sopravvissuto del progetto Steel Man. Reilly gli propone il ritorno negli Stati Uniti a bordo di una nave della U.S. Navy che staziona al largo ma Duane sa che il ritorno negli USA sarebbe solo un pretesto per ucciderlo senza clamore. Duane non si spiega il motivo per cui le forze speciali nascoste nei dintorni non lo abbiano ancora attaccato, fino a quando non realizza che l'apparecchio estrattogli dal corpo dal dottor O'Shea era un interruttore di sicurezza che avrebbe dovuto essere attivato per renderlo inoffensivo, prima di un eventuale attacco. L'impossibilità di disattivare i suoi sistemi di difesa sconsigliava un attacco da parte delle forze speciali che preferiscono attendere che la mancanza di cibo lo renda inoffensivo. Duane tenta di fuggire di notte, secondo il piano di Finnan, ma un guasto alla gamba bionica fa fallire il proposito, costringendolo a tornare indietro, non senza fatica. Il giorno dopo, un prostrato e azzoppato Duane viene raggiunto a casa dall'impiegato postale Billy Trant, anch'egli un ex membro dell'IRA che gli consegna un messaggio di Keane e del fratello che gli comunicano che verranno a prelevarlo con la forza per metterlo in salvo. Duane è conscio che la sua fuga non farebbe altro che mettere in pericolo Finan MacDonogh e l'amata Keane e avvisa Reilly che lascerà l'Irlanda con lui. Prima, però, si reca nella biblioteca del paese dove, collegando la stampante ai suoi impianti, stampa il lungo diario registrato nella sua memoria interna e che racconta tutta la sua storia. Duane si imbarcherà sulla nave militare con Reilly dove verrà certamente ucciso.

## Edizioni
- (DE) Andreas Eschbach, Der Letzte seiner Art, Colonia, Lübbe, 2003, ISBN 978-3-7857-2123-0.
- (CS) Andreas Eschbach, Poslední svého druhu, n. 42, Albatros Plus, Albatros, 2004, ISBN 978-80-00-01440-1.
- (NL) Andreas Eschbach, Het fatale zwijgen, Karakter, 2004, ISBN 978-90-6112-222-7.
- Andreas Eschbach, L'ultimo dei perfetti, traduzione di Nora Tigges Mazzone, Gli Aceri, n. 2, Roma, Fanucci, 2006, ISBN 88-347-1141-6.
- (RU) Andreas Eschbach, Андреас Эшбах, Европейский трилле, Захаров, 2006, ISBN 978-5-8159-0609-9.
- (FR) Andreas Eschbach, Le dernier de son espèce, La Dentelle du Cygne, Nantes, L'Atalante, 2006, ISBN 978-2-84172-325-6.